# Râul Berința
Râul Berința (sau Râul Copalnic) este un curs de apă, în județul Maramureș, afluent al râului Cavnic.